# サタスペ
『サタスペ』は日本製の「アジアン・パンク」TRPG。同人誌版の著者は、「河嶋陶一朗と速水螺旋人と 朝佳さんと暗転丸さんとイケダさんと魚蹴さんとえみりさんとMBCさんと鴻さんとdczさんと吉井さん」と表記されている。当初は同人誌として出版され、幾度かの改訂を重ねた。その後、商業出版物として、冒険企画局の制作でホビーベースから発売され、のちに新紀元社から新版が発売された。
また、この作品の世界観を使用したボードゲームに「大大阪（Die! Die! Bang!）」がある。

## 概要
日中戦争や大東亜戦争が存在せず、ナチスが生き残っているもうひとつの現代が世界背景にある。五大盟約と呼ばれる犯罪組織が支配する無法都市「大阪」が舞台。映画『スワロウテイル』のアジアンテイストは参考になる部分が多い。
トリッパー（プレイヤー）は「亜侠（あきょう、あじあん・ぱんく）」と呼ばれるキャラクターを操り、大阪の街を縦横無尽に駆け巡る。殺しにドラッグは当たり前、強盗・傷害・恋愛詐欺は日常茶飯事、しまいには誘拐した少女を刃物で刻んで安息を得るなど、クライム・アクションが存分に楽しめる（ある意味危険極まりない）ものとなっている。
一般的なTRPGでいう「ゲームマスター」にあたる「DD」という役割が存在する。
一般的なルールシステムとは趣を異にしており、比較的ファンブル（大失敗）やハプニング（事故）が発生しやすく、キャラクターはマシンガンで撃たれれば簡単に死んでしまう等、シビアなゲームバランスに仕上がっている。そのため、「ハプニングを楽しむ」ことができれば、十分に楽しめるシステムとなっている。
また、このシステムには「1回のゲームの中で、それぞれのキャラクターがどういった行動を取り、それがどう見えたか、によって、全員で全員を評価し、キャラクターをその評価に沿って成長させる」という独特な成長ルールがある（オフィシャルのリプレイでは、この評価を読者全員に行ってもらう、という方式を取った事がある）。
なお、「サタスペ」というネーミングは、ケチな犯罪者が使用する粗悪品で安価な銃の蔑称「サタデーナイトスペシャル」から取られている。クライム・アクションもののゲームといっても、PCは渋いギャングなどではなく、「サタスペ」を使うようなチンピラどもにすぎないという諧謔でもある。前述の「亜侠」も「アジア（亜細亜）の侠（≒ギャング、ヤクザ）」と「安物のサタスペを使うようなチンピラ＝侠モドキ（亜流の侠）」の二つの意味がある。
また、登場する組織、アイテム、敵データ等に、様々な映画や漫画、アニメ作品等のオマージュがある。

## 世界設定
第二次世界大戦において、ナチスドイツが電撃的勝利を収めた。参戦しなかった日米の間に緊張が走り、1962年に日米間核戦争が勃発した。日本全土は焦土と化し、東京は爆撃によって壊滅、東京湾の一部となった。
その後、列強による分割統治が行われ、北海道・東北地方はソ連領、関東以南はアメリカ領となり、それぞれ「日本民主人民共和国」、「日本共和国」となった。その後、ドイツが神戸に要塞都市東城（オステンシュロス）を築き、中国は和歌山を領土とした。
最後にやってきた国連は近畿地方を統治下に置き、近畿特別区となった。
その後、ゼロに近い税金と市場開放によって、世界各国の住民が押し寄せることで多国籍化が進み、オオサカは世界有数の貿易都市として発展した。しかし、大量の犯罪者の流入により、犯罪都市と化してしまった。

### 舞台
舞台となるオオサカは、全世界から人が流れ着くために言語も変化し、日本語・北京語・英語が混ざった「オオサカベン」が公用語となっている。六つのエリアに分かれており、そのうち五つはそれぞれ五大盟約の影響下にある。映画産業が盛んで、大抵の亜侠はお気に入りの映画がある。

#### ミナミ
東洋一の歓楽街。盟約の影響下にない緩衝地帯。登場する施設には、実在の場所も多い。
JAIL HOUSE
雑居ビルの地下にあるバー。内部は薄暗く、複雑に入り組んでいる。亜侠の溜まり場になっており、仕事の依頼はここの個室で行われることがおおい。
乃木クリニック
表向きは動物病院だが、亜侠御用達の闇医者でもある。院長は、美少年好きな同性愛者としても有名。
SM倶楽部「棗」
戦前から存在する、伝統あるSM倶楽部。「棗」の名を継ぐ女王様のカリスマによって、長年続いている。
魯魯爺（ルールーイエ）
老夫婦が経営する、大阪一まずいと評判のラーメン屋。地下には闘技場がある。
アダムスキー救世教金星派・大聖堂
新興宗教「アダムスキー救世教金星派」の本部。
アメリカ村
大阪のトレンドの発祥地。買い物客でいつも賑わっている。
おみやげビル ギフト・タワー
世界中の土産屋が入ったビル。ただし内装は悪趣味極まりない。
大阪ドーム
第三次世界大戦時に、大阪で最初の核ミサイルの爆心地となったドーム球場。南海ホークスのホームグラウンド。
道頓堀
東洋一の歓楽街。いくつもの巨大看板が並んでいる。
なんばグランド花月
お笑いの殿堂。お笑いで成功して貧困から抜け出そうとする者も多い。
新世界
通天閣がそびえる繁華街。ジャンジャン横丁が有名。
日本橋電気街
電気製品やパソコンが揃う商店街。最近はオタク街になりつつある。
天王寺公園
緑の多い公園。中には天王寺動物園もある。

#### 中華街
中国人が多く住み、飲食店が立ち並ぶエリア。大幣の息がかかった施設が多い。淀川がこのエリアを流れている。
中華人民共和国大使館
中華人民共和国の代表部。中華街の支配をねらっているが、いまだに成功していない。
代筆屋「蘭桂房」
娼婦や老人相手の代筆屋。ここの店主は凄腕の情報屋でもある。
淀川バンド公園
混み入った中華街では数少ない、くつろげる場所。太極拳をする老人や社交ダンスサークルをよく見かける。
大阪影視城
大阪でも一際大きな映画撮影所。
大阪雑技団。
表向きは世界屈指のサーカス団だが、その実態は大幣の下部盟約の本拠地。
徐福得観
中華街の儀礼を取り仕切る、道教の寺院。大幣の下部盟約「道（タオ）」の本拠地。
女人道（ノィヤンロード）
あらゆる食材がそろう商店街。一日中活気が絶えない。
男人道（ナンヤンロード）
さまざまな小売店が並ぶ市場街。呼び込みの声も強烈。
萃龍楼
中華街随一の超高級レストラン。味も値段もトップクラスで、餃子一皿だけでも大金を取られる。
竹宮荘風避風塔美食（バンブービレッジ）
サッカー場並みの広さがある大衆料理店。料理の量と味は申し分ないが、店員の愛想が悪い。
蝶恋花幇（プレジャーランド）
会員制の巨大娼館。美少女、美少年が揃っている。
夜總會（ナイトクラブ）「リド」
華僑の大物が来店する高級クラブ。
関帝廟
中華街の信仰の中心地。常ににぎわっており、祭りの際は人でごった返す。
鳳外科医院
医者の看板を出しているが、実際は刺青屋。

#### 軍艦島
コンビナートの支配下にある工業地帯。増築を繰り返したビルが立ち並び、エリア全体が薄暗い。空港や港があり、外国との出入り口となっている。
203高地
軍艦島の名の由来となった違法建築アパート群。住宅の他にも商店や工場などが入っており、現在も少しずつ広がっている。
トレーニングジム「バイカル」
設備の整ったスポーツジム。事実上のコンビナートの本部。
天王寺原発
コンビナートに占拠され、スプートニクの管理下にある原子力発電所。チェルノブイリと同型で、安全基準を全く満たしていない。もともとこの周囲が203高地の発祥。
千成工務店
大阪市整備公団の本部。203高地に埋もれている。
あいりん職業安定所
日雇い労働者に仕事を斡旋する施設。仕事を求める人であふれており、いかがわしい求人も多い。
労総本部ビル
日本労働者総同盟の本部。窓が小さく、壁も頑丈。
西成団地
かつて大阪市が建設した低所得者用住宅。現在はスラム化しており、203高地に呑まれつつある。
釜ヶ崎モルグ
身元不明の死体を預かる施設。スプートニクの本拠地。
パンチョのジャンクヤード
メキシコ人男性が経営するガラクタ屋。彼が面倒を見ている孤児達の家でもある。時々掘り出し物が出てくる。
ライブハウス「トーチカ」
団地の地下室を改造したライブハウス。下手なバンドしかやって来ない。
工場街
工業地帯。廃工場も多く、ホームレスの数も多い。
倉庫街
海岸に広がる倉庫街。複雑に入り組んでおり、闇取引が頻繁に行われる。
大阪空港
大阪の空の玄関口。西成団地はここの騒音被害をモロに受ける。
住吉大社
軍艦島で唯一と言っていい、落ち着ける場所。正月には初詣客でにぎわう。

#### 官庁街
企業の高層ビルが立ち並ぶ、治安のよいエリア。あちこちに検問が敷かれ、デモ隊や列強の軍事パレードがよく見られる。大阪市警本部がある。
大阪市警本部
市民に愛されない警察署。建物の維持に予算がまわされないため、全体的に脆くなっている。
大阪市庁舎
都市政府が入っている安普請のビル。利権を求める人の出入りが激しく、ビルの前ではデモ隊が行進している。
日本管理委員会ビル
列強の出先機関が入った高層ビル。
梅田地下街
かつては東洋最大の地下街があったが、現在は閉鎖されている。
中之島公園
ビル街の中にある、緑豊かな公園。イベントホールでは同人誌即売会やコンサートが開かれる。
大阪商工会議所本部
南日本とアメリカの間でビジネスチャンスをねらうなにわ商人の本拠地。
ミカドホテル
大阪で最高級のホテル。列強や盟約の幹部が利用したり、学会の発表などが行われる。
船場
料亭や高級クラブが立ち並ぶエリア。
聖パトリック大聖堂
大阪を代表する教会。ここで結婚式を挙げることは、特権階級の証しでもある。
私立清浪女子高校
大阪随一のお嬢様学校。大企業や盟約の令嬢が通っている。
ユダヤ人街
ユダヤ人の住む街。宝石店が多い。
大阪城
大三次大戦後に復元され、現在は四代目の天守閣。豊臣時代の建築がモデル。

#### 十三（じゅうそう）
下町のような景観のエリア。大阪の産業の裏方となる町工場が多い。住民には日本人が多く、外国人を良く思わない者もいる。地獄組の本拠地がある。
地獄湯
地獄組が経営する超巨大スーパー銭湯。百を超える風呂と宿泊施設、あらゆる賭博施設が併設されている。
十三忍者村
さびれたテーマパーク。「正当なるニッポン」の活動拠点。
大阪大仏
全長100メートルの金色の大仏。仏像の足元には墓地が広がっている。内部には秘宝館や迷宮があるという噂がある。
ひまわり屋台村
手ごろな値段の立ち吞み屋が並ぶ吞み屋街。
十三フラワー商店街
阪急十三駅前の商店街。スーパーや大型店の進出にもしぶとく耐えている。
私立東淀川大学
大阪最大の学生数を誇るマンモス校。自由放任の校風から、奇人の教授やダメ学生が多い。
私立十三高校
大阪では珍しい、日本的学園生活を見られる高校。リーゼントや長ランの不良学生が未だに生き残っている。
銀河会館
ロードショー落ちの映画をまとめて上映する映画館。
淀川河川敷
十三では珍しく整備された河川敷。花見の名所でもある。
ゴールデンDX
ストリップ小屋。分館では女性向けやゲイ向けの演目が行われている。
飛田ボクシングジム
大阪に数多くあるジムの一つ。ボクシングで成功することは、貧困から脱する手段の一つのため、通う者も多い。

#### 沙京（シャオキン）
海上の埋立地に広がる貧民街。水路が張り巡らされ、船上生活者も多数いる。恐ろしく治安が悪く、衛生状況も最悪。沙京流氓の巣窟。
名物は、適当な食材を強烈なスパイスで煮込んだ「淀川鍋」と、「なにか」の肉を使った「ホトケ丼」。
リトルカルカッタ
ライフラインの整ったインド人街。沙京では高級住宅街に分類される。
大阪ゴミ処理場
大阪中のゴミが集められる場所。沙京の製品の材料はここから集められる。
バダビヤ小道
密造酒の製造場。有名ブランドが多いが、偽物も広まっている。
メナム花街
いかがわしい私娼窟。あらゆるアブノーマルな性癖に対応できるほど種類が豊富。
阿片窟
あらゆる麻薬が揃う場所。個人に合わせた麻薬の調合も行う。
ニンゲン市場
HEART BRIDGEの本拠地。奴隷用の生きた人間から、移植用の臓器まで取り扱っている。
パウパウマーケット
さまざまなものが手に入る沙京の市場。ブランド品も手に入るが、全てコピー品。
ナニワ兵器廠
墜落したB52の周りに広がる、密造武器の工業地帯。
ブーダイン・スーク
新興のアラブ人街。モスクがそびえ立つ。
ネオギネー
西インドやアフリカ出身者の黒人街。

### 盟約
大阪で活動する犯罪組織。大阪全体を牛耳る五つの組織「五大盟約」と、それぞれの傘下にある「下部盟約」、五大盟約に属していない「独立盟約」がある。

#### 地獄組
日本人で構成された、昔気質のヤクザ。五大盟約の中でも歴史が古い。先代組長が殺されたうえ、幹部のほとんどが大阪市警に捕まっており、現在は組長代行が率いている。武闘派の「宇賀島組」、愚連隊の「銅一家」などの組がある。
下部盟約
Pocket（株）
地獄組系阿久津組が経営する芸能プロダクション。多数の人気芸能人を抱える大手だが、無茶な企画を考えることが多い。
神風師団（しんぷうしだん）
外国人排斥を唱える極右思想集団。構成員は軍服を着て帯刀し、髷を結っている。その判断基準は、名前にカタカナが入っているかどうか。
「正当なるニッポン」
日本文化をこよなく愛する欧米出身者によるキワモノ傭兵集団。「徳川将軍家の志を継ぐ者」を自称し、大阪のどこかにある幕府御用金を捜し求めている。
白鬼夜行
十三の若者による、30年の歴史がある暴走族。メンバーのほとんどが地獄組に入る。
五光会
賭博場を管理する組織。賭けの胴元や凄腕のディーラーで構成されている。
死室（デッドルーム）
地獄組系凶組（まがつぐみ）が創り上げた暗殺集団。大阪中の高校生99人によって構成されている。

#### 大幇（たいばん）
中国マフィア。もとは台湾系華僑の互助組織だったが、80年代に一気に成長。地獄組と沙京流氓の抗争を起こし、五大盟約のトップに立った。しかし、内部はいくつもの派閥に分かれて対立している。
下部盟約
道（タオ）
道教を信仰する宗教結社。大幣の宗教的結束の要。
大阪雑技団
表向きはサーカス団だが、実際は暗殺者の集団。メンバー同士以外の結束を許さない。
スタードラゴンピクチャーズ
大幣が出資する人気の映画会社。実際は裏金を表に還元するトンネル会社。
暗黒星雲料理界
ゲテモノ料理専門の料理人集団。食材調達を亜侠に依頼することがある。
蘭陵会
ナンパした女性を娼館へ送る集団。メンバーの男達は美形揃い。
関刀葬儀社
あらゆる形式の葬儀を請け負う会社。死期が近い者の前に現れるため、不吉の象徴扱いされている。

#### 沙京流氓（しゃおきんりゅうまん）
沙京のならず者の集団。殺人、人身売買など、どんな犯罪も平然と犯す。中国人の天（ティエン）兄弟の指導の下でまとまっていたが、弟が捕まってからはバラバラになりつつある。大阪市警と結ばれた「沙京協定」により、大阪本土での活動が制限されている。暗殺部隊「ククバット」を抱えている。
下部盟約
弁天艦隊
大阪湾や瀬戸内海を荒らす海賊。改造ボートを使い、貨物船や豪華客船を狙う。沙京の水路に逃げ込むためなかなか捕まらない。
HEART BRIDGE
「大阪の恥」呼ばわりされる人身売買組織。表向きは人材派遣会社。
ナニワ地下帝国
地下の下水道に住み着いた人々が、長年に渡って独自の文化を創り上げたコミュニティ。ゴミや日用品を装飾品として身につけている。
バロン・サムディ
ハイチ出身者の暗殺集団。ブードゥーの秘術によるゾンビ使いと、彼らに使役されるゾンビで構成されていると言われている。ちなみに「バロン・サムディ」とは、リーダーの名前でもある。
はればれ
大阪ゴミ処理場のリサイクルショップを拠点にする、ストリートキッズの集団。リーダーは天兄弟の弟の命の恩人で、その礼金で店を創った。
オツベル・アニマルサービス
表向きは撮影やイベントに動物を貸す会社だが、動物を使った犯罪や嫌がらせも請け負う。

#### コンビナート
ソ連軍崩れのマフィア。軍隊のような組織体系で、戦闘部隊「ブラックアドレス」、武器開発部門、核管理部門などに分かれている。五大盟約で最も若く小さいが、戦闘力は最大。武器の密売で金を儲けている。
下部盟約
大阪市整備公団
違法建築や破壊工作を請け負う技術屋集団。
日本労働者総同盟
通称「労総」。労働組合、左翼系政治団体のまとめ役。デモ代行などを請け負うが、実際はテロ支援組織。
スプートニク
天王寺原発の管理と兵器の開発を行う機関。世界でもトップクラスの学者たちからなる。メンバーは裏切り防止のため、身体に爆弾が埋められている。
SHOCK ARMY
アフガンの輸送部隊出身者が中核をなす、非合法の運び屋集団。その仕事ぶりは派手で勇猛。
カッサ
武器の販売専門の機関。金さえ払えば、相手の詮索をせず武器を売る。「カッサ」とは窓口を意味している。
大阪コルホーズ
203高地内で農業を営む集団。麻薬の原料や巨大野菜を育てている。

#### 大阪市警
大阪の治安を守る警察組織。しかし内部は汚職と腐敗が進み、「公営ギャング団」とまで呼ばれている。他の盟約と裏で結託していたり、パトロールと称して金を巻き上げたりとやりたい放題。
下部盟約
契約刑事
正式名は「大阪市警顧問刑事課」。人手不足解消のために、簡単な身分審査を通って刑事となった者達。しかし大半がごろつきだったため、市警が「公営ギャング団」呼ばわりされる原因となった。
ウメダ機関
大阪市警公安部の盗聴・内偵専門機関。いくつもの組織に内通者を配置している。
大阪中道党右派
大阪市議会の中でも不定見な会派。常に政治に食い込み、市警に便宜を図っている。
大阪市警刑事部
「捜査課」「少年課」「鑑識課」がある。様々な捜査本部が設置されては、そのまま放置されている。
大阪市警保安部
「警備課」「災害課」「麻薬課」があり、警備課にはSWATが存在する。麻薬課では、押収した麻薬の着服や横流しが横行している。
大阪市警交通課
「交通機動隊」と「規制執行課」があり、交通機動隊には白バイ隊などが属している。規制執行課はまともに機能していない。

#### 独立盟約
五大盟約に属さない、小規模の犯罪集団。大阪中に多数存在しており、代表的な物は以下の七つ。
アダムスキー救世教金星派
宇宙人を信仰するカルト教団。教祖は金星人による救済を説いているが、他の星の異星人を崇める派閥も存在する。教祖が考案した占いは、信者以外にも人気がある。
ジャックナイフサーカス
子供だけで構成された盟約。お宝集めと亜侠いじめが目的。
装甲十字軍
湾岸高速道路を縄張りにする暴走族。過激な解釈のキリスト教を狂信しており、聖戦と称して犯罪行為を行う。甲冑を纏い、大音量の讃美歌を流し、大型バイクで駆ける。
なにわツアーズ
大阪の観光案内を行うガイド協会。犯罪から客を護る実力もあるが、悪質なガイドも多い。
アーカムアサイレム
凶悪犯専門の精神病院。しかしその実態は、キジルシ（精神異常者）を集めて人体実験を行う研究団体。
武探派（ウータン・クラン）
強い者に喧嘩を売るストリートファイターの集団。メンバーは飾り卍の腕輪を付けている。
グッドモーニング大阪
亜侠向けの情報を海賊放送するラジオ番組。その情報は多岐に渡り、内容もかなり正確。
SWEET ROSES
フリーの街娼たちによる自警団。活動中のトラブルやメンバー個人の問題の解決、護身術の指導などを行う。

## システム

### キャラクターメイキング
プレイヤーキャラクターの製作は、経験点を割り振って「環境値」（犯罪、生活、恋愛、教養、戦闘）、「天分値」（肉体、精神）を上昇させることで行う。経験点は全員一律で、一方の数値が高ければもう一方は低くなる。その後、各種ステータスや個性を決定していき、チーム内の役割（キャラクタークラス）を表す宿業（ベーシックカルマ）を決定する。また、「性業値」というパラメータもあり、とっさの場合どう動くかを決める分かれ道になる。

### 各種判定
行為判定
行為判定は上方判定の変則的な個数カウントと回数カウントの併用に属する。ステータスの数値の数だけ2D6を振り、2D6の合計で合計指定された難易度以上の目が一度でも出たら成功となる。判定によっては、成功の回数が影響する場合もある。精神点を消費すれば、サイコロを振る回数を増やすこともできる。ただし、1ゾロが出たらファンブルとなり、成功値はゼロとなる。また、ファンブル率が2、3と上昇する度に2ゾロ、3ゾロでもファンブルとなっていき、ファンブル率が6になるとその判定は自動失敗となる。ファンブルとなった場合、精神点を消費すればファンブルを取り消し、一回成功したことにできる。
性業値判定
PCの感情の動きを決める判定。判定を行う場合は2D6で「律」か「激」のどちらに振れるかを決める。出目が性業値より小さければ「律」、大きければ「激」となり、その結果に従う。ただし、性業値と一致した場合は「迷」になり、たいていの場合悪いことが起きる。1ゾロが出ると性業値が1上昇し、6ゾロが出ると性業値が１減少する。
モラル判定
戦闘中に肉体点が半分以下になると行う。「激」ならば戦闘の続行が可能だが、「律」になると攻撃ができなくなり、「迷」になると全ての行動ができなくなる。
お願いへの反抗
誰かのトリコになっている際に、その相手からの「お願い」に反抗できるかどうかを決める。「律」になればお願いを無効化できる。なお、お願いの内容によって修正が入る。
うつつ判定
PCの趣味に関するものが登場した際に判定させることができる。「激」か「迷」になると、趣味にかまけて行動ができなくなる。
本能の叫び判定
PLが冗談を言った際に判定させることができる。「激」がでると、そのPCは冗談で言った行動を実行してしまう。
ケチャップ
追いかけっこの判定は「ケチャップ」という。ケチャップでは追う側と追われる側双方の代表が目標値の競り（目標値5からスタート）を行い、競り勝った側がダイスロール判定を行う。

### カルマ
プレイヤーに備わっていく各種能力。各カルマごとにメリットである「異能」とデメリットである「代償」が存在し、取得する際には必ず「異能」と「代償」の両方から1つずつ選ばなければならない。
宿業（ベーシックカルマ）
初プレイ時のキャラメイクの時に6種類の中から自分の意思で決める。
罪業（アドバンスドカルマ）
12種類あり、セッション間のインターバルで互いにプレイ内容を評価し合い、どれを取得するのがその人に相応しいか投票で決定する。
威業（ブースターカルマ）
サプリメント (TRPG)によって追加される。8項目の取得条件（特定のカルマの代償や各種体験）があり、そのうち3つ以上を満たすと取得できる。
衆業（チームカルマ）
ブースター同様サプリメントで追加される。全員が取得条件を満たしている必要がある。

### 屍人（デッドマン）
死亡したプレイヤーキャラは「屍人」となり、「獄」の住人として扱われる。生きてた時のカルマ（キャラメイクで最初から屍人として作ることも可）に応じてメリットである「罪」とデメリットである「罰」が与えられる（全部で6種類あるが、すべて取得すると抹消される）。
「獄」の住人には「刑期」が設定されていて、0になると「生還」する。ただし、「現世の人間に自分が「屍人」であることがバレてはいけない」という掟（特に生きてた時の自分を知っている者との接触は究極のタブーとされている）があり、これを破ると刑期が延長されたり、最悪の場合存在ごと「抹消」される。

## 書誌情報

### 基本ルールブック
- 『KARMA SATURDAY NIGHT SPECIAL』 - 初版、第2版。同人誌
- 『サタスペ Re-MIX 99』 - 第3版。同人誌
- 『サタスペ REmix+』　ホビーベース - 第4版。
- 『アジアンパンクRPG サタスペ』　新紀元社Role&RollRPGシリーズ、2008年。ISBN 978-4775306758 - 著者名は、河嶋陶一朗、速水螺旋人、冒険企画局、暗転丸、池田朝佳、イケダサトシ、泉信行、魚蹴、岡野繁浩、齋藤高吉。

### サプリメント
- REmix+対応サプリメント
  - サタスペ番外地 シリーズ
    - サタスペ番外地Vol.1「ギャンスタ」
    - サタスペ番外地Vol.2「ツッパリ」
    - サタスペ番外地Vol.3「ロケロラ」
    - サタスペ番外地Vol.4「ツミガリ」
    - サタスペ番外地Vol.5「ラブニャン」
    - サタスペ番外地Vol.6「ゴッパパ」
    - サタスペ番外地Vol.7「ドラゴン」
    - サタスペ番外地Vol.8「ガンマニ」

  - サタスペ食べ放題（上記Vol.1〜Vol.4を収録）
- 新紀元社版「サタスペ」対応サプリメント
  - ロケットNo.1
  - デッドマン・ウォーキング - ゾンビを題材としたサプリメント
  - サタスペスペシァル
  - 鉄火場と鉄砲玉

### その他
- リプレイ (新紀元社版対応)
  - 河嶋陶一朗・冒険企画局　『アジアンパンクGO!GO!』　新紀元社〈Role&Roll Books〉、2009年。ISBN 978-4775307175
  - 池田朝佳・冒険企画局　『サタスペ ホラー・リプレイ 叫びの家』　新紀元社〈Role&Roll Books〉、2010年。ISBN 978-4-7753-0875-2
  - 池田朝佳・冒険企画局　『サタスペ ホラー・リプレイ 悪夢の棲む島』　新紀元社〈Role&Roll Books〉、2013年。ISBN 978-4-7753-1163-9
  - 吉井徹・冒険企画局　『サタスペ リプレイ ダボラ 虎と宝とうろんな奴ら』　新紀元社〈Role&Roll Books〉、2013年。ISBN 978-4-7753-1203-2
  - 池田朝佳・冒険企画局　『サタスペ ホラー・リプレイ 赤と黒の花嫁』　新紀元社〈Role&Roll Books〉、2015年。ISBN 978-4-7753-1381-7
- ボードゲーム
  - サタスペボードゲーム「大大版（Die! Die! Bang!）」（ホビーベース）